# Szczawno Śląskie Zdrój
Szczawno Śląskie Zdrój − nieczynna stacja kolejowa w Szczawnie-Zdroju, w Polsce, w województwie dolnośląskim, w powiecie wałbrzyskim.